# Попович Владислав Миколайович
Владислав Миколайович Попович (нар. 30 листопада 1980, м. Київ) —  український видавець та громадсько-політичний діяч, політв'язень режиму Януковича, доброволець.

## Політв'язень
Від 1999 до 2005 року перебував в ув'язненні, мав три судимості у справах, потерпілою стороною в яких була держава Україна, з якою ототожнював себе олігархічно-корупційний режим часів Леоніда Кучми.[джерело?]
З 1999 по 2003 рік, відбував покарання в Шосткінській виправній колонії-66 (Гамаліївський монастир). Під час відбування покарання був засуджений за ст. 391 КК України (злісна непокора законним вимогам адміністрації), до одного місяця позбавлення волі, з приєднанням до невідбутої частини покарання. Після вироку був етапований в установу ЗВК-58 (монастир бернардинів), звідки звільнився у вересні 2005 року.
Наприкінці 2009 року, після отруєння наркотиками рідного брата Анатолія, організував громадські збори, які відбулися в Ніжинській середній школі №7. На зборах було затверджено колективне звернення до органів державної влади з приводу безкарної діяльності розповсюджувачів наркотичних речовин на території міста та проголошено акцію «Стоп Наркотик», в рамках якої закликав мешканців міста долучатися до виявлення та знешкодження «продавців отрути» та правоохоронців які їх покривають. Згодом, за заявами наркоторгівців був позбавлений волі на 11 років та 8 місяців. Перші півроку свого арешту його утримували в одиночній камері Новгород-Сіверського СІЗО, вимагаючи від нього визнання вини у пред'явленому обвинуваченні. Після початку судового розгляду, головуючий у справі суддя Андрій Стеблина, ухвалив рішення про видалення із зали судового засідання Владислава Поповича, разом з двома підсудними по справі до оголошення вироку, позбавивши їх тим самим законного права надати покази в суді, участі в судових дебатах та права на останнє слово. Підсудні по справі були доставлені в судову залу в день проголошення вироку у справі. Ніхто з обвинувачених не визнав своєї вини. Грубі порушення законодавства під час розгляду справи, слугували підставою для Верховного Суду України в 2013 році, скасувати вирок та відправити справу на новий судовий розгляд в суд першої інстанції. Справа «Ніжинських робін гудів» мала широкий суспільний резонанс та була висвітлена провідними телеканалами України та Росії. Тоді ж, в патріотичних колах, отримав прізвисько «Робін Гуд».
2014 року за постановою Верховної Ради, за яку проголосували 316 народних депутатів, був визнаний політв'язнем і достроково звільнений.[джерело?]
Виграв два рішення у Європейському суді з прав людини, по справі "Ніжинських Робін Гудів" 2018 та 2021 року.

## Служба в Збройних Силах
Наприкінці лютого 2014 року приєднався до участі в подіях Революції гідності, став бійцем 1-ї Київської сотні ОУН ім. Євгена Коновальця, яка невдовзі (у липні) вступила до зведеного батальйону територіальної оборони (ЗБТО) «Ніжин».
У липні 2014 року, подав документи до Ніжинського військового комісаріату, для проходження військової служби в складі Зведеного Батальйону Територіальної Оборони міста Ніжин. 25 червня 2014 року поставлений на військовий облік, в цей же день був і знятий з обліку та відправлений в запас. Наказом військового комісара В.П. Іваницького, присвоєно звання Солдат.
У травні 2014 року став співзасновником Добровольчого батальйону ОУН, який від серпня 2014 року зайняв позиції у селищі Піски під Донецьком. Взяв участь у боях проти агресії військ Російської Федерації. Від серпня 2014 - по серпень 2016 року, заступник командира батальйону та очільник відділу безпеки.
2 серпня 2016 року, нагороджений бойовою відзнакою добровольчого батальйону ОУН.￼
У серпні 2016 року подав рапорт про складання посадових обов'язків у структурі батальйону ОУН. Продовжив службу в структурі Добровольчого Руху ОУН, до квітня 2017 року.

## Видавнича діяльність
- На початку 2018 року виграв справу про незаконне тримання під вартою у Європейському суді з прав людини (м. Страсбург) і отримані кошти використав для видання книги Сергія Коваленка «Похід Запорожців на Донбас і Крим: рік 1918».

- Взяв участь у підготовці до видання тритомника Олександра Бондаренка «Під знаком Молоха», видавництва «Стікс».

- У січні 2019 року вийшов друком буклет Владислава Поповича (у співавторстві з Сергієм Коваленком і Миколою Шкурком) «Веркіївська сотня Ніжинського полку Війська Запорозького: історичний нарис».

- У листопаді 2020 року, вийшов друком буклет «Розписи у військовій каплиці Воздвиження Чесного Хреста Господнього на Аскольдовій Могилі в Києві. Альбом репродукцій» авторства Сергія Коваленка та Марини Соченко, відповідальний редактор Владислав Попович.

- Відповідальний редактор видання "Військо Запорозьке 1578 - 1599 років: перша республіка" (автор - Сергій Коваленко, Видавництво "Стікс", 2021 р.)

## Меморіально-пошукова діяльність
З 2017 року, розпочав активну діяльність із вшанування визначних осіб та подій, пов'язаних з Чернігівщиною. Став ініціатором, організатором та меценатом відкриття пам'ятних дошок та каменів-валунів.

### Пам'ятні дошки
- Дубовий Іван Костянтинович
- Твердовський Осип Матвійович
- Росіневич Микола Олександрович
- Хімченко Іван Микитович
- Шкляренко Михайло Григорович
- Бжеський Роман Степанович
- Шандрук Павло Феофанович
- Валійський Аркадій
- Ганжа Петро Андрійович
- Позичанюк Йосип Іванович
- Прокіп Шумейко
- Григорій Гуляницький
- Золотаренко Іван Никифорович
- Ракушка-Романовський Роман
- Шепелюк Олексій Борисович
- Юрга Андрій Володимирович

### Пам'ятні камні-валуни
- 370 років від створення Ніжинського полку як адміністративно-територіальної одиниці.
- Створення Веркіївської сотні Ніжинського полку.
- Художнику Ге Микола Миколайович до 190-ї річниці від дня народження.[13]
- У день 300-річчя з дня загибелі Шведського Короля Карла XII 30.11.2018 року разом з Миколою Шкурком встановив гранітний камінь на його честь у сквері Гетьмана Богдана Хмельницького в Ніжині. Наступного дня камінь був демонтований місцевою владою через відсутність погодження виконавчого комітету.[14] Остаточно встановлено 24 серпня 2021 року.[15]

### Пошукова діяльність
Взяв участь у низці археологічних експедицій Ніжинського Державного Університету. Став організатором георадарного дослідження місця поховання художника Миколи Ге, перевіряючи інформацію про невідповідність поховання з встановленим надгробним пам'ятником, результатами дослідження ця версія була спростована.
У серпні 2017 року разом із Сергієм Коваленко першими в Україні підняли питання відновлення занедбаних поховань шведських вояків XVIII ст. на території Чернігівської області, звернувшись з цього приводу до міністра культури України Євгена Нищука.
11 лютого 2020 року оприлюднив біографічні відомості одного з головних ідеологів УПА Йосипа Позичанюка. Суттєвим при цьому є точне визначення дати його народження, яке стало відомим з особової справи, яку вдалося знайти видавництву "Стікс" під час роботи над книгою про Йосипа Позичанюка, це 25 березня 1913 року. Разом з цим оприлюднена його світлина,яка знаходилася в особовій справі. 
У травні 2020 року, віднайшов та оприлюднив документ, який чітко вказав на місце розташування будинку (зберігся), де народився та виріс Герой Крут - Осип Твердовський.

## Громадсько-політична діяльність
Від 2016 до 2017 року був очільником відділу безпеки Добровольчого Руху ОУН, забезпечував проведення акцій руху - штурм офісу Ріната Ахметова, розгром російських банків, блокада торгівлі на крові та інші.
В лютому 2017 року, став членом Української Республіканської Партії.
У квітні 2017 року повернувся до Ніжина, де став співзасновником громадської ініціативи «Почесна Варта» та членом правління громадської організації «Ніжинське Антикорупційне Бюро».
У липні 2017 року був ініціатором і домігся прийняття меморандуму Ніжинської міської ради про визнання ЗБТО «Ніжин» продовжувачем традицій Ніжинського полку Війська Запорозького.
У травні 2018 року призначений креативним директором спеціалізованого видавництва історичної літератури «Стікс».
31 серпня 2018 року за постановою «Почесної варти» домігся прийняття вченою радою Ніжинського державного університету рішення про створення на території університету «Скверу великим художникам», пов'язаних з Ніжином, і передав під цей проєкт гранітний камінь для вшанування пам'яті Карла Брюллова, Миколи Ге, Якова де Бальмена та Аполлона Мокрицького.
Разом із Сергієм Коваленком і Миколою Шкурком виступив одним з ініціаторів створення Стіни Героїв в Ніжині.
В грудні 2018 року, покинув територію України виїхавши до Литви, звинуватив найвище керівництво МВС у злочині проти себе та попросив політичний притулок на час перебування на посаді міністра МВС Арсена Авакова.
У лютому 2019 року Крайова Управа Братства колишніх Вояків 1-ї Дивізії Української Національної Армії нагородила Владислава Поповича пропам'ятною медаллю 70-річчя Дивізії «Галичина» за вшанування в Ніжині й Чернігові пам'яті очільників 1-ї Дивізії Української Національної Армії.
14 червня 2019 року у 128-у річницю від дня народження Євгена Коновальця, в приміщенні монастиря Святої Трійці у Вільнюсі, отримав відзнаку — пістолет «Бехола».
14 жовтня 2019 року, отримав відзнаку «За звільнення та оборону селища Піски».
Був першим серед українських поліграфологів який публічно розкритикував процедуру проходження поліграфу народними депутатами з провладної більшості, яка відбулася 23 жовтня 2019 року, через озвучені підозри в корупції зі сторони Президента України.
Взяв участь в урочистостях до дня захисника свободи який відзначають в Литві 13 січня, де в будинку офіцерів збройних сил Литви у Вільнюсі отримав пам'ятну медаль Євгена Коновальця, присвячену 100-річчю відновлення державності Литви та 80-й річниці смерті першого очільника ОУН.20 грудня 2020 року, отримав відзнаку Православної Церкви України, медаль "За жертовність і любов до України".

### Напади
13 червня та 16 серпня 2016 року, було скоєно два напади громадянином Іраку, який перебував на території України без дозвільних документів. Перший напад відбувся з погрозами вбивством сокирою, яка була в руках у нападника, другий в приміщенні міграційної служби Ніжина, за присутності працівника поліції. Після нападу Владислав Попович звернувся до слідчого по справі з клопотанням, про перевірку на детекторі брехні з залученням поліграфолога МВС. Отримавши відмову слідчого звернувся до Міжнародної Ліги Поліграфологів, спеціаліст якої і провів тестування стосовно обставин вчиненого нападу.
Слідству були передані результати тестування, які підтвердили покази надані під час допиту. Правоохоронці відкрили два кримінальних провадження в яких Попович був визнаний потерпілим. Не дивлячись на докази по справі, обвинувачення нападнику не було пред'явлено. Головний доказ відео нападу, яке зробив Попович так і не було приєднано до справи. Слідство дозволило нападнику безперешкодно залишити територію України, уникнувши тим самим покарання. Таку бездіяльність слідства Владислав Попович пояснив корупцією та помстою правоохоронців, за його громадську діяльність.
21 липня 2018 року, оприлюднив інформацію про спробу нападу невідомими особами, біля під'їзду свого будинку та звернення до Служби Безпеки України з цього приводу.

## Нагороди
- Орден «Єдність та Воля» (№ 022 від 24.07.2014)
- Бойова відзнака Доборовольчого батальйону ОУН (№ 007, 2016 р.)
- Пропам'ятна медаль 70-річчя Дивізії «Галичина» (лютий 2019 р.)
- Відзнака — пістолет «Бехола» 1915 р.в.(Литва, червень 2019)
- Відзнака «За звільнення та оборону селища Піски» (жовтень 2019).
- Медаль Євгена Коновальця (Литва, січень 2020 рік)
- Відзнака Православної Церкви України - Медаль «За жертовність і любов до України»

## Галерея

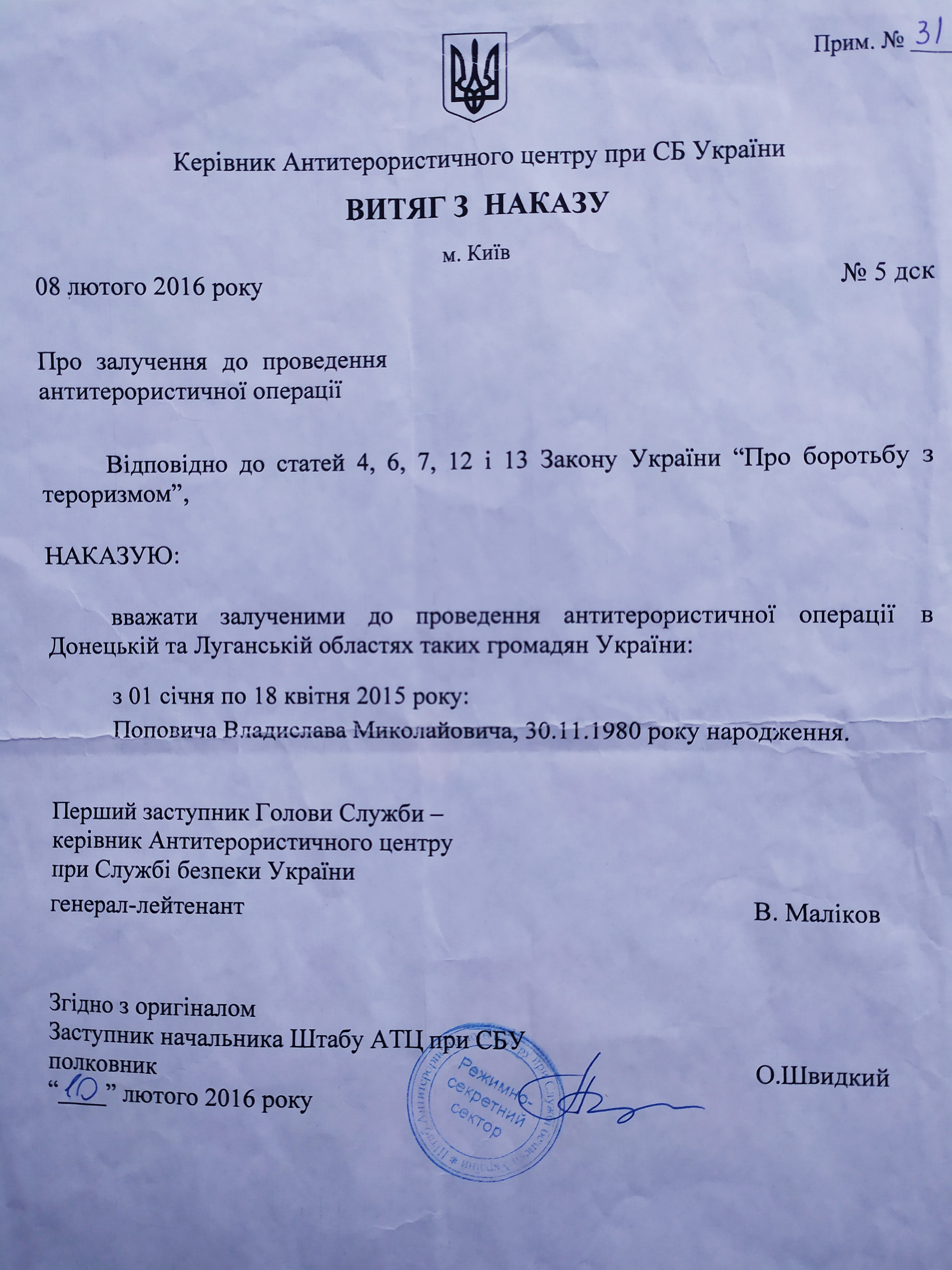
Владислав Попович. Витяг з наказу
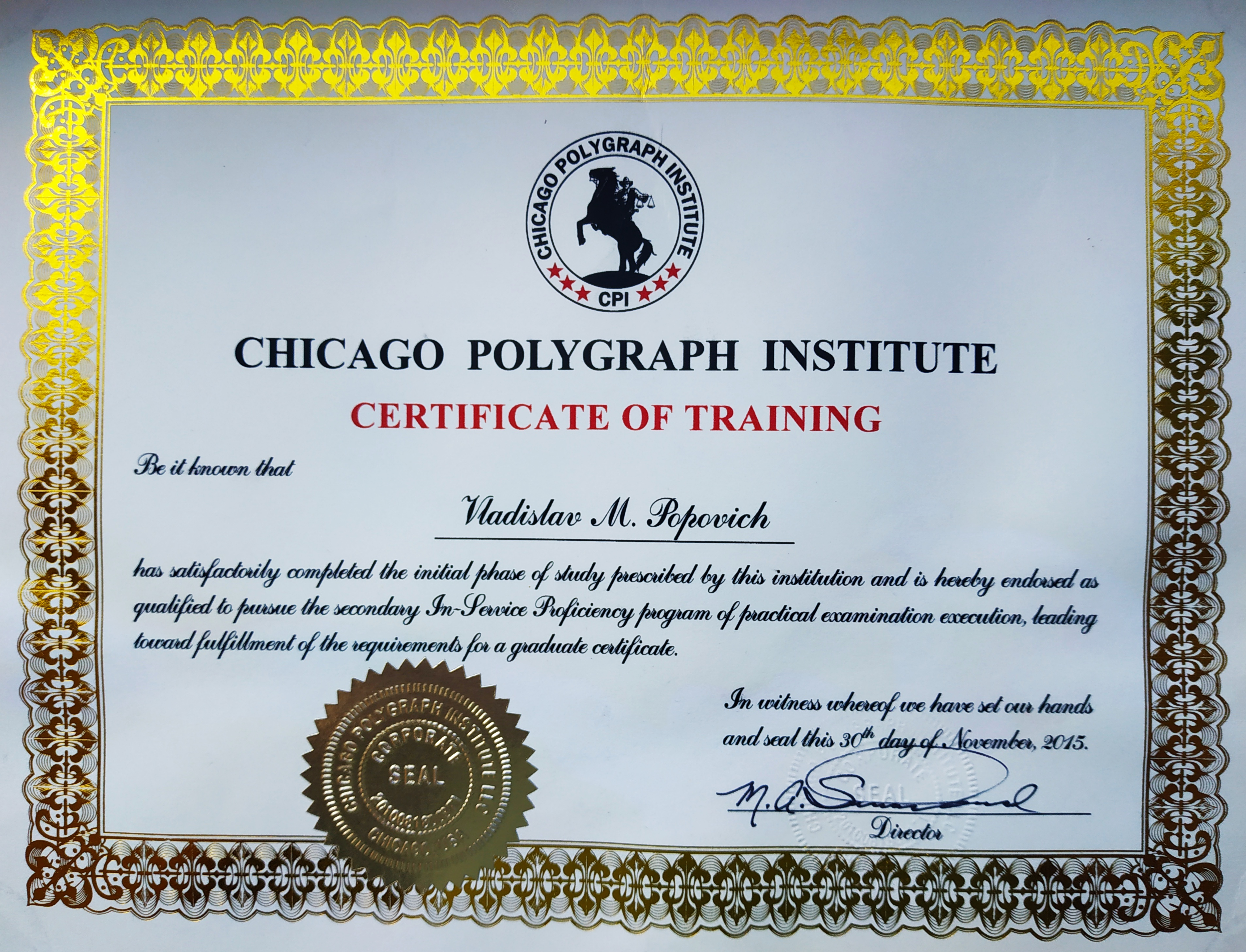
Сертифікат Поліграфолога
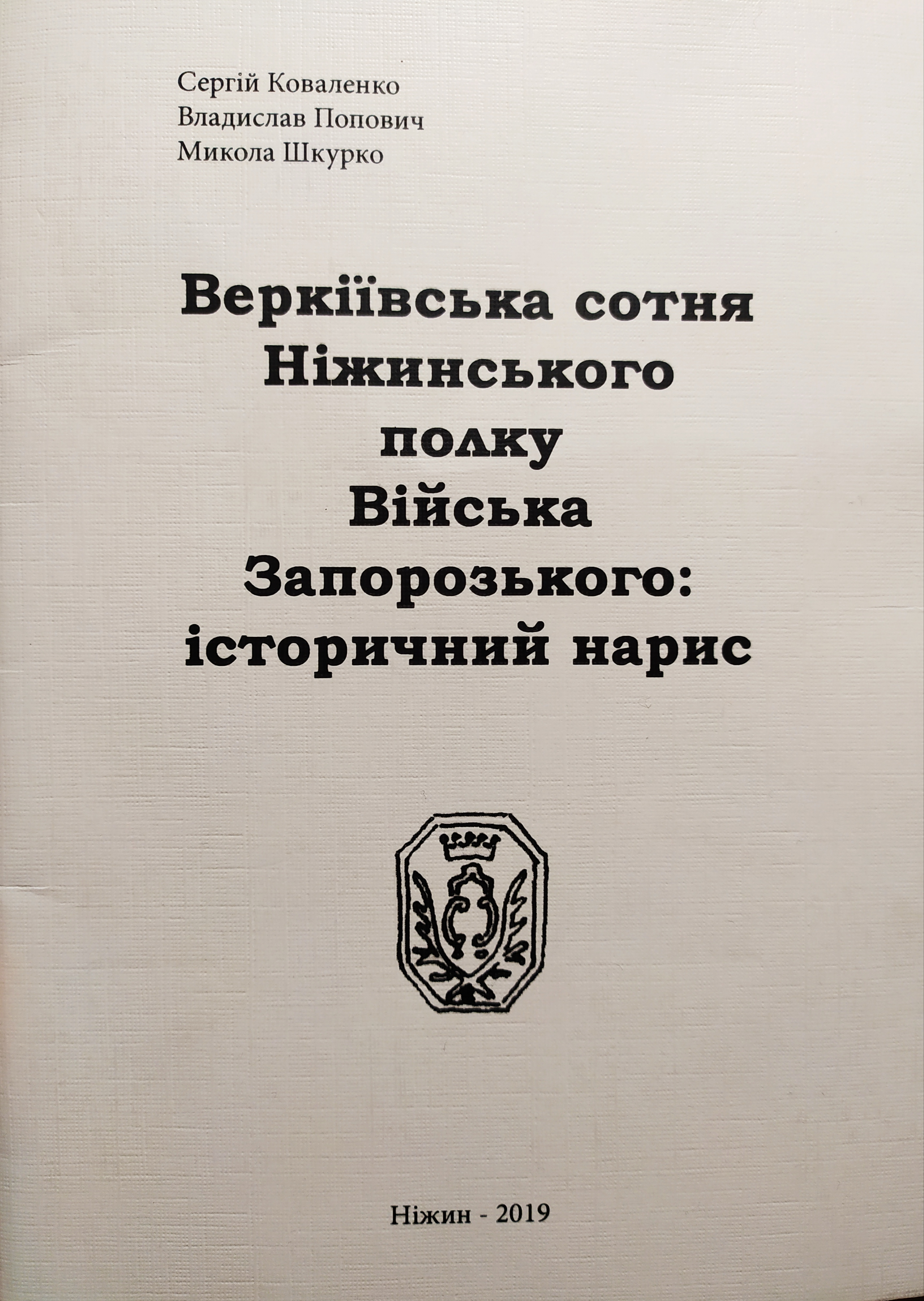
Книга про Веркіївську сотню
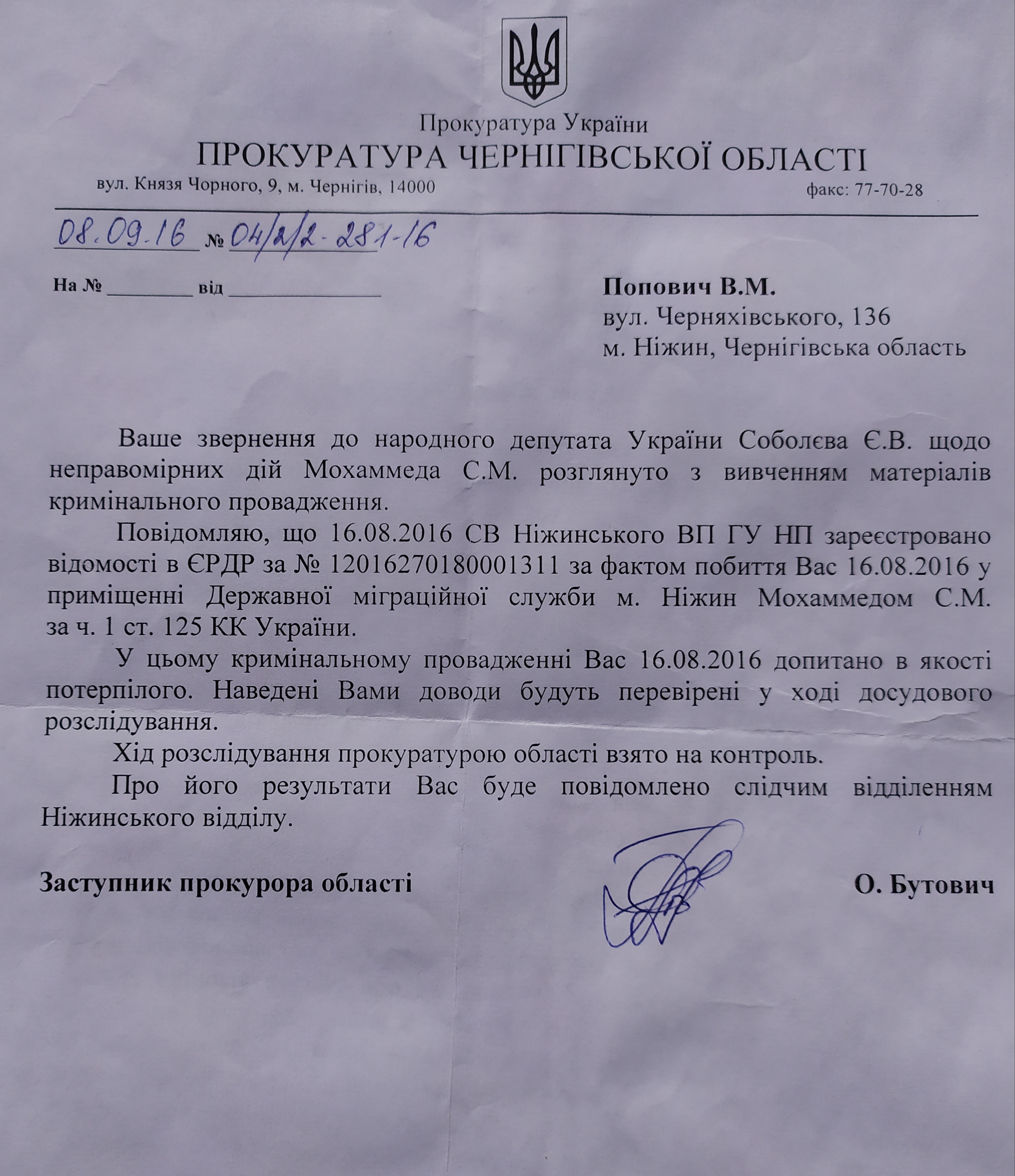
Відповідь Прокуратури Чернігівської області
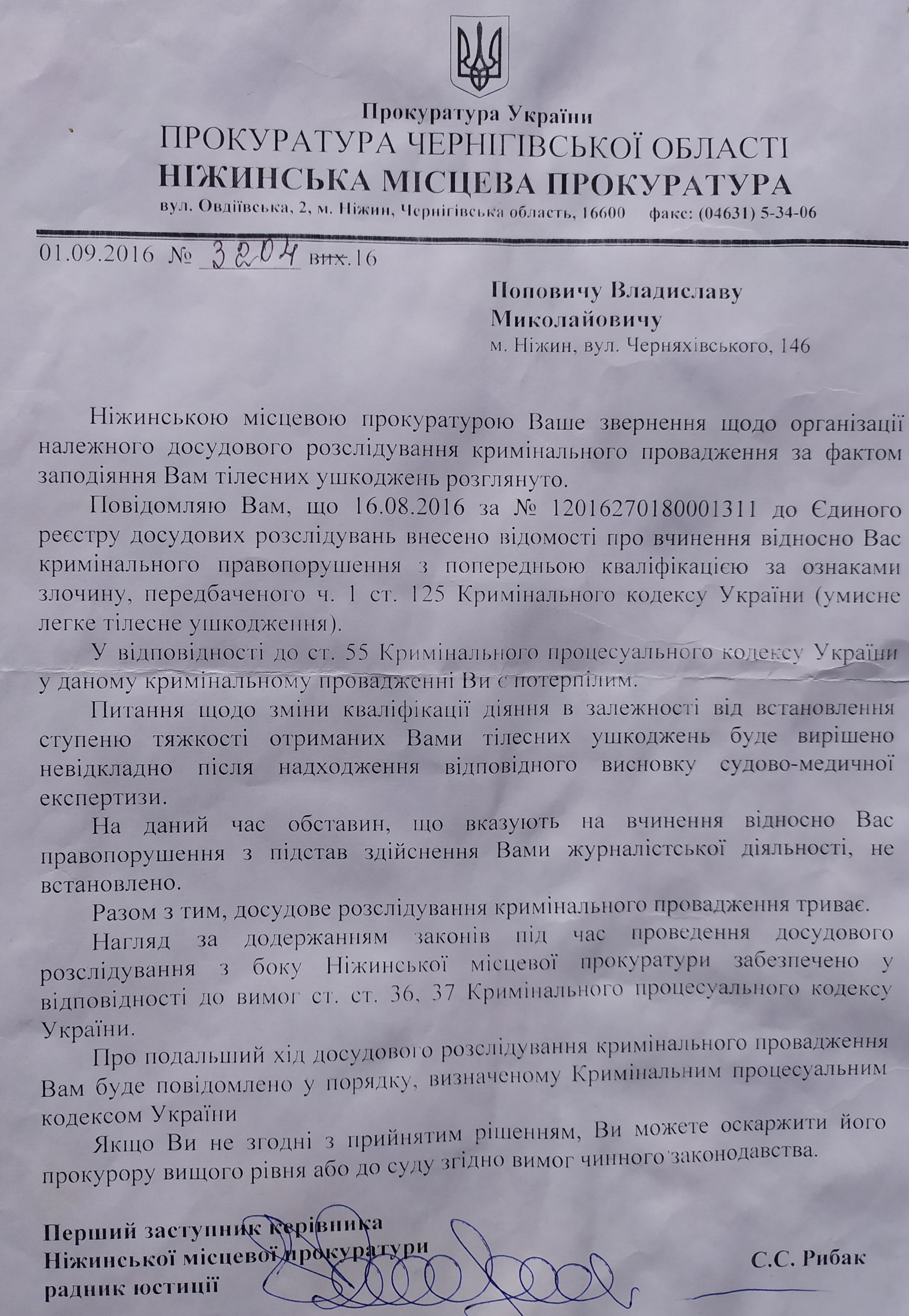
Відповідь Прокуратури
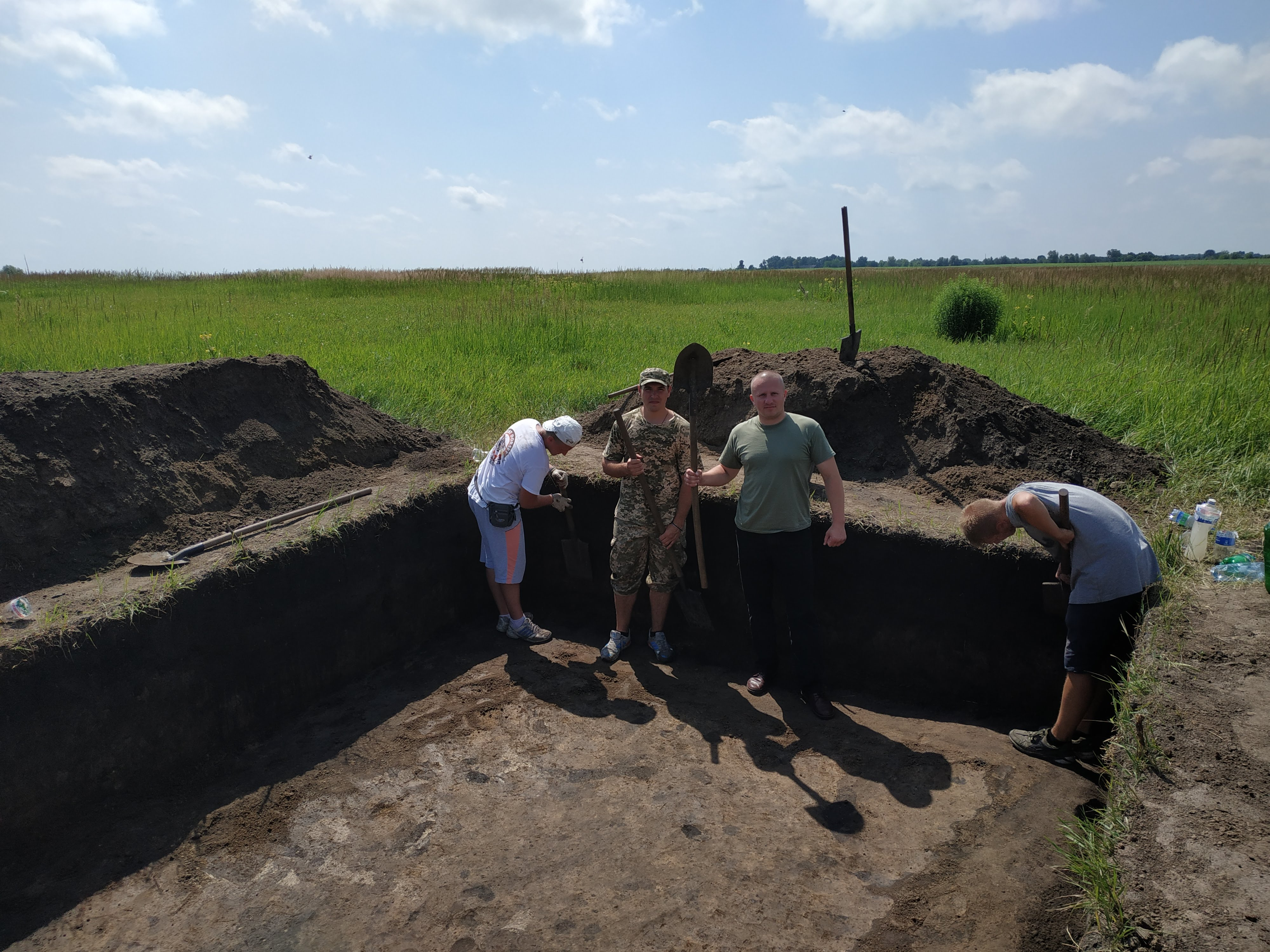
Владислав Попович. Археологічна експедиція
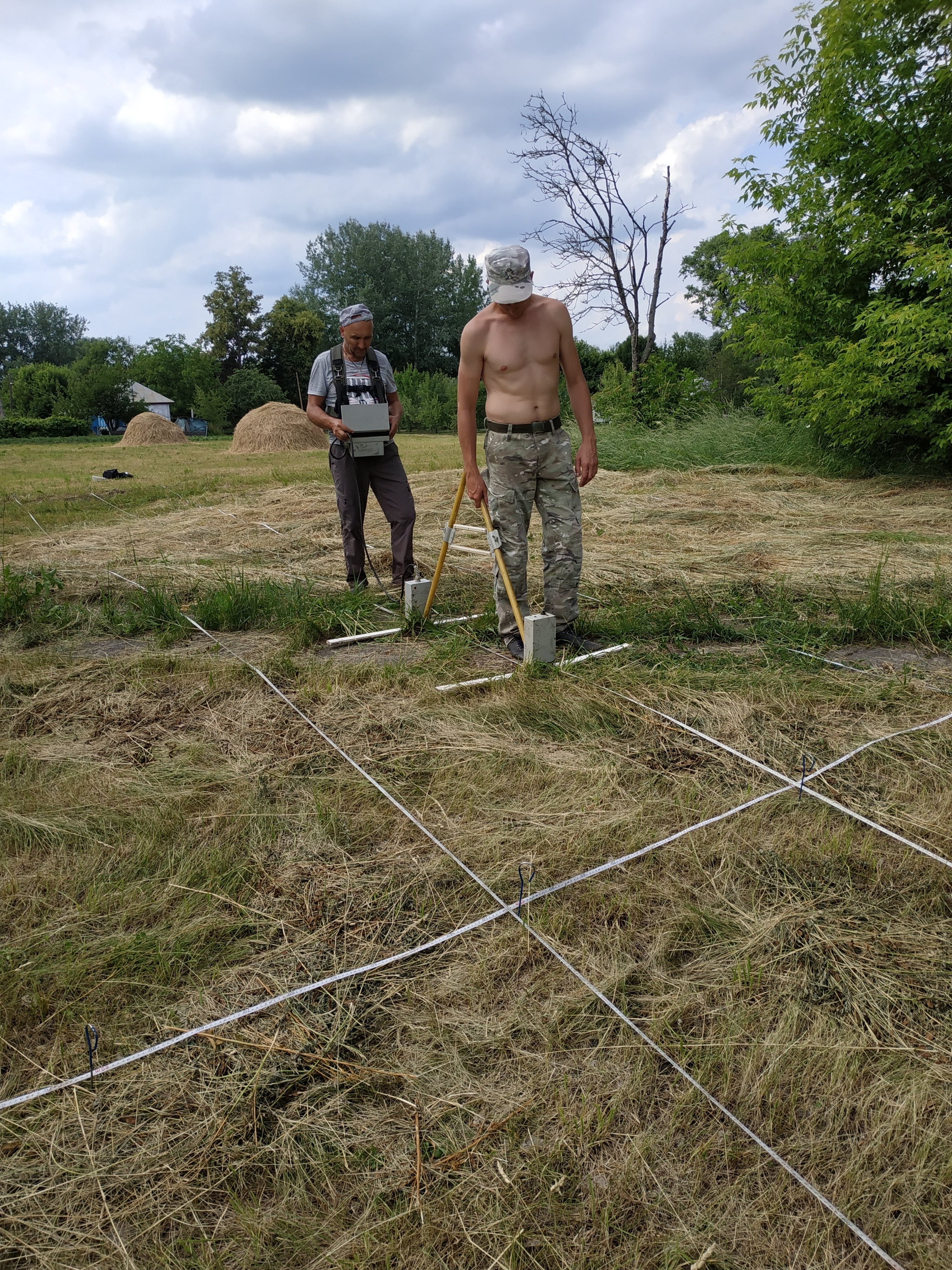
Владислав Попович. Георадарне дослідження могили Миколи Ґе
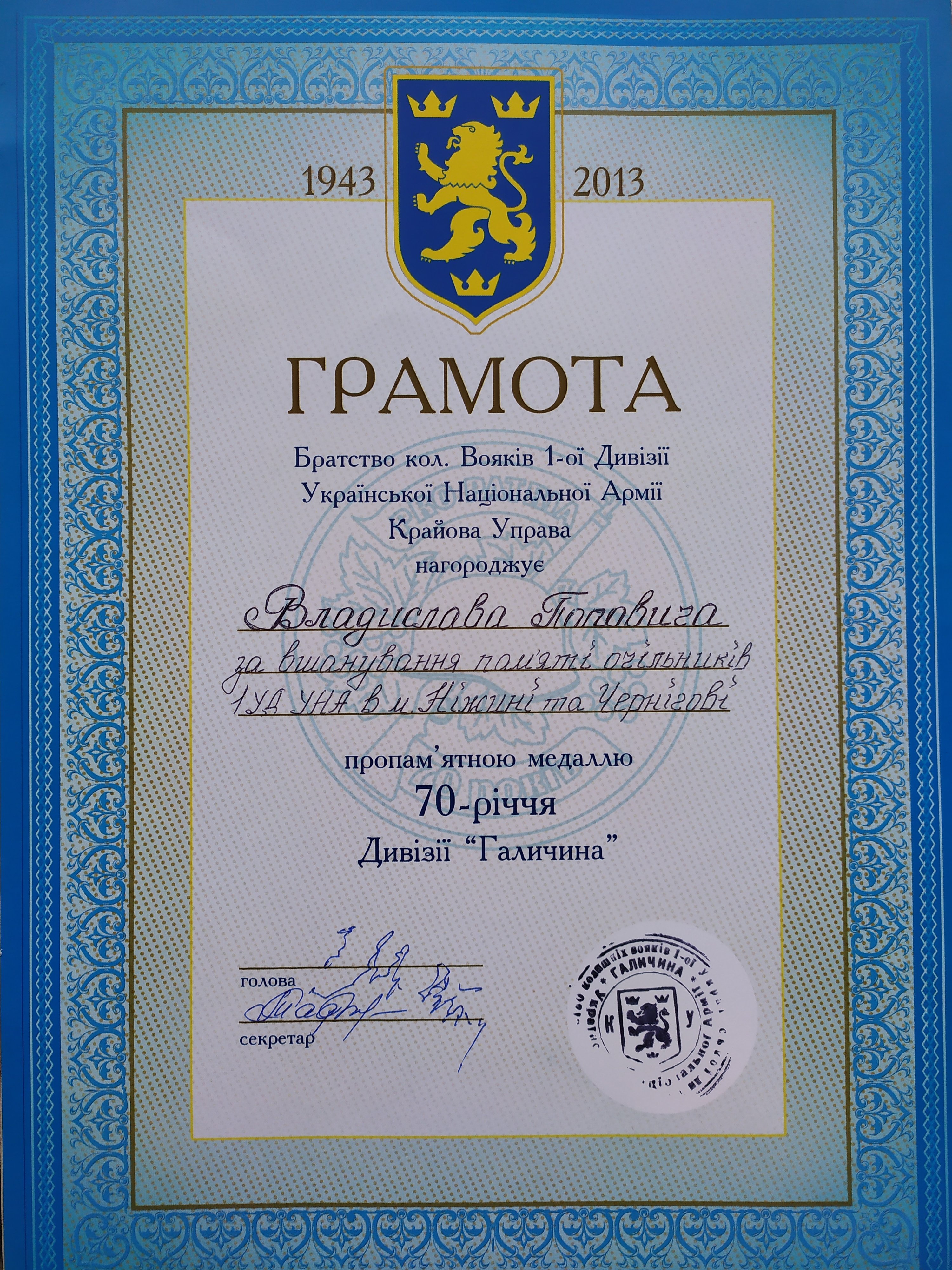
Пропам'ятна медаль 70-річчя Дивізії "Галичина"
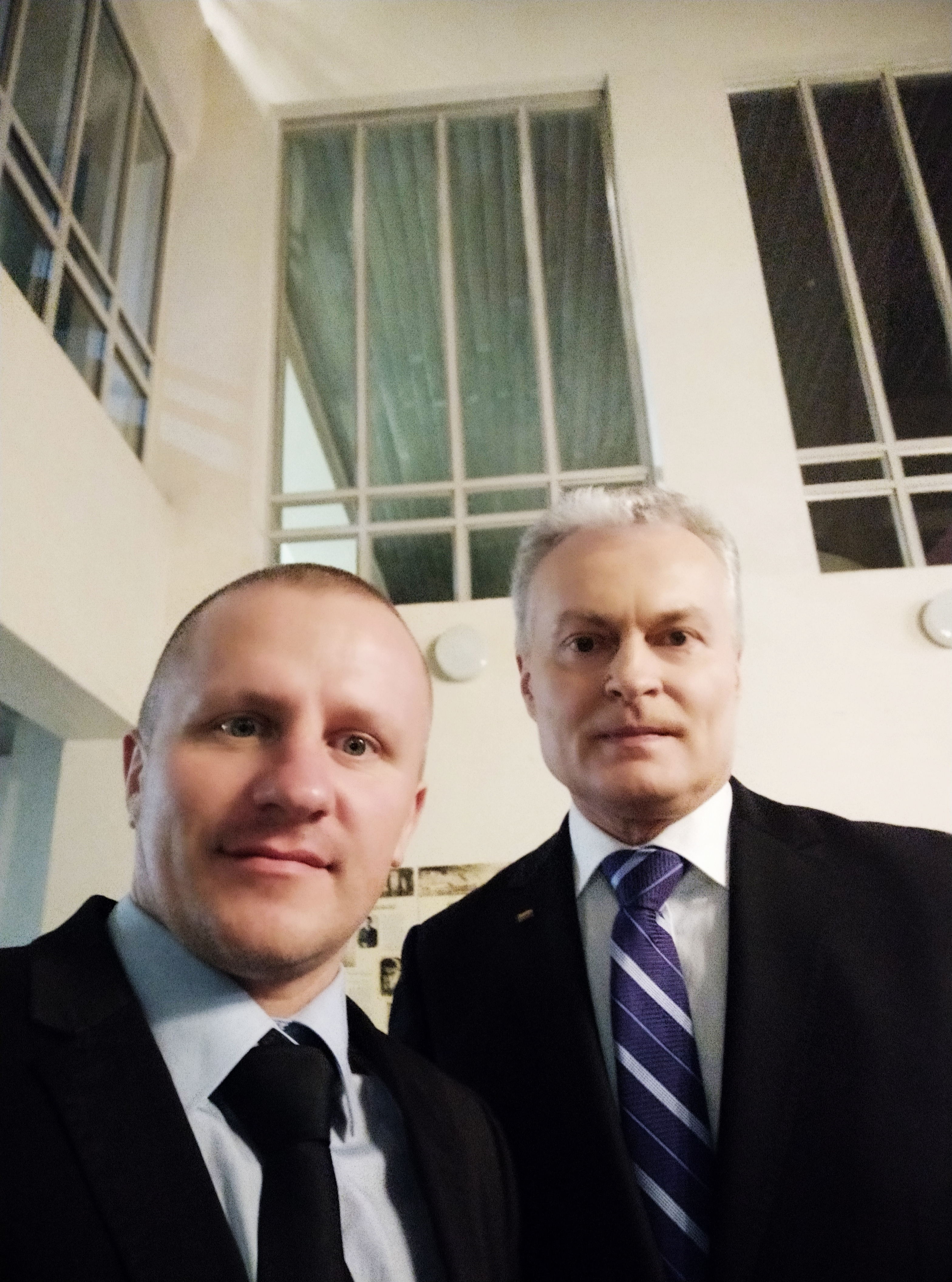
Владислав Попович та Президент Литви. 13.01.2020
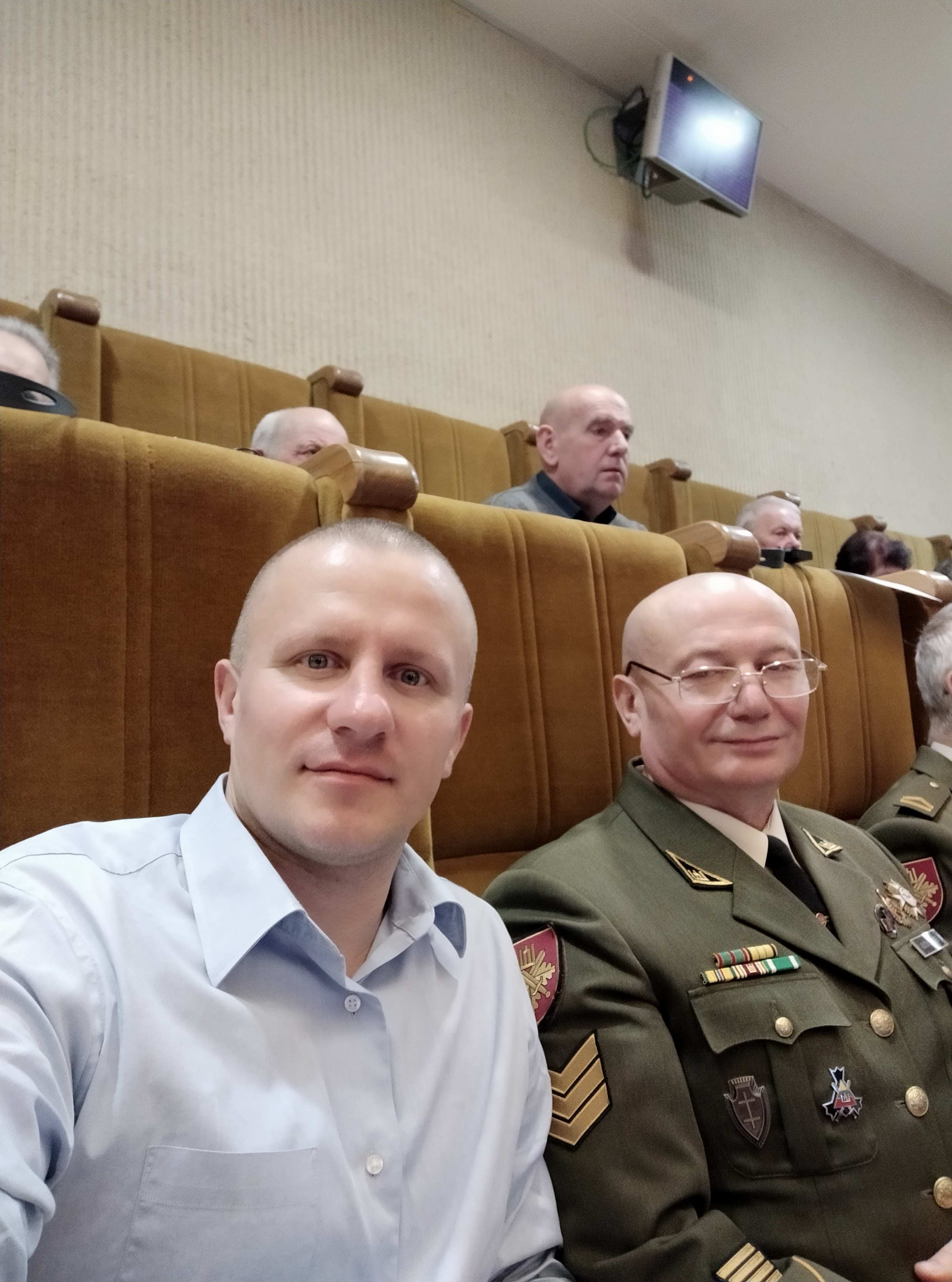
В сеймі Литви разом з Romas Eidukevičius
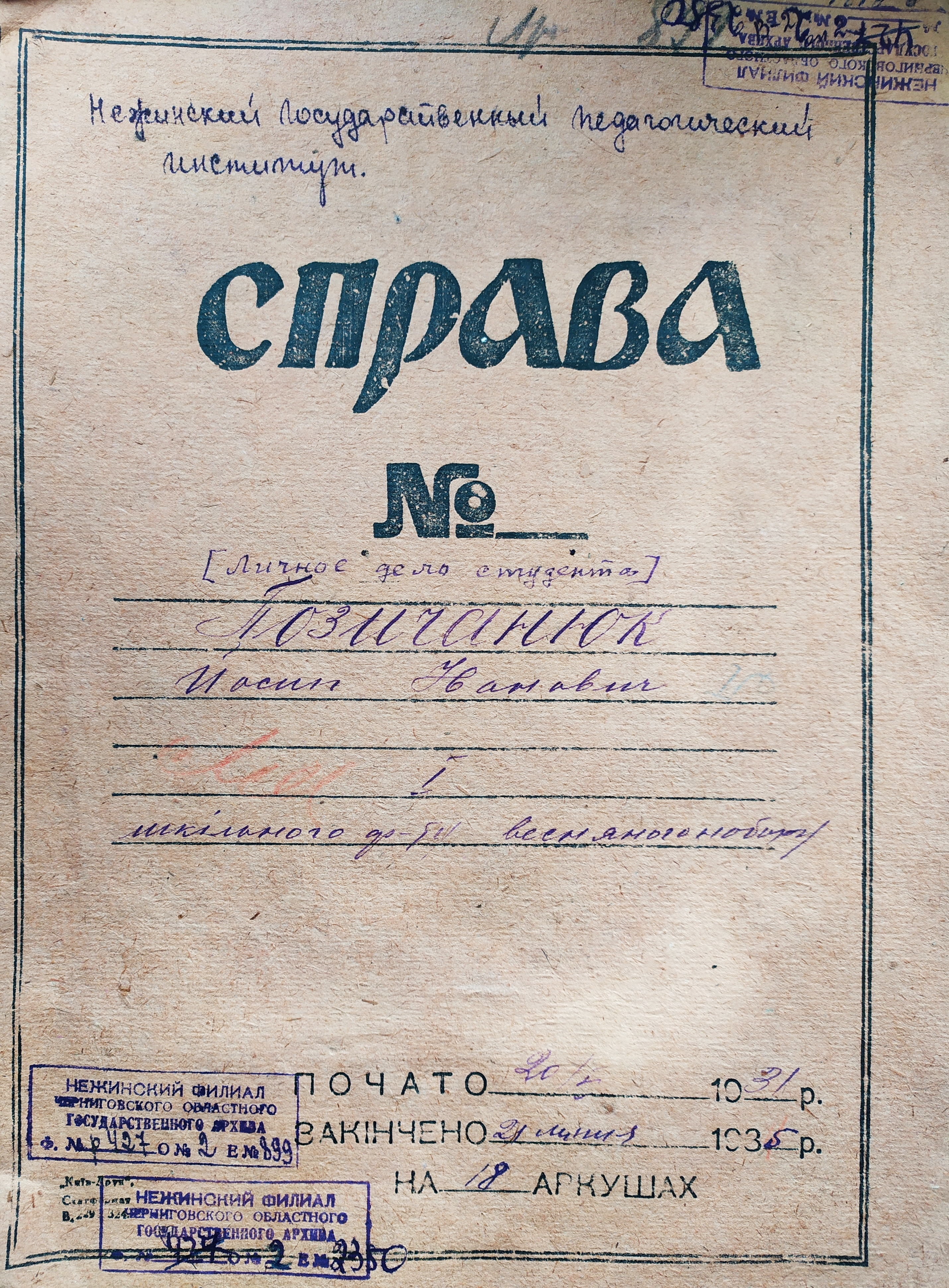
Особова справа Йосипа Позичанюка
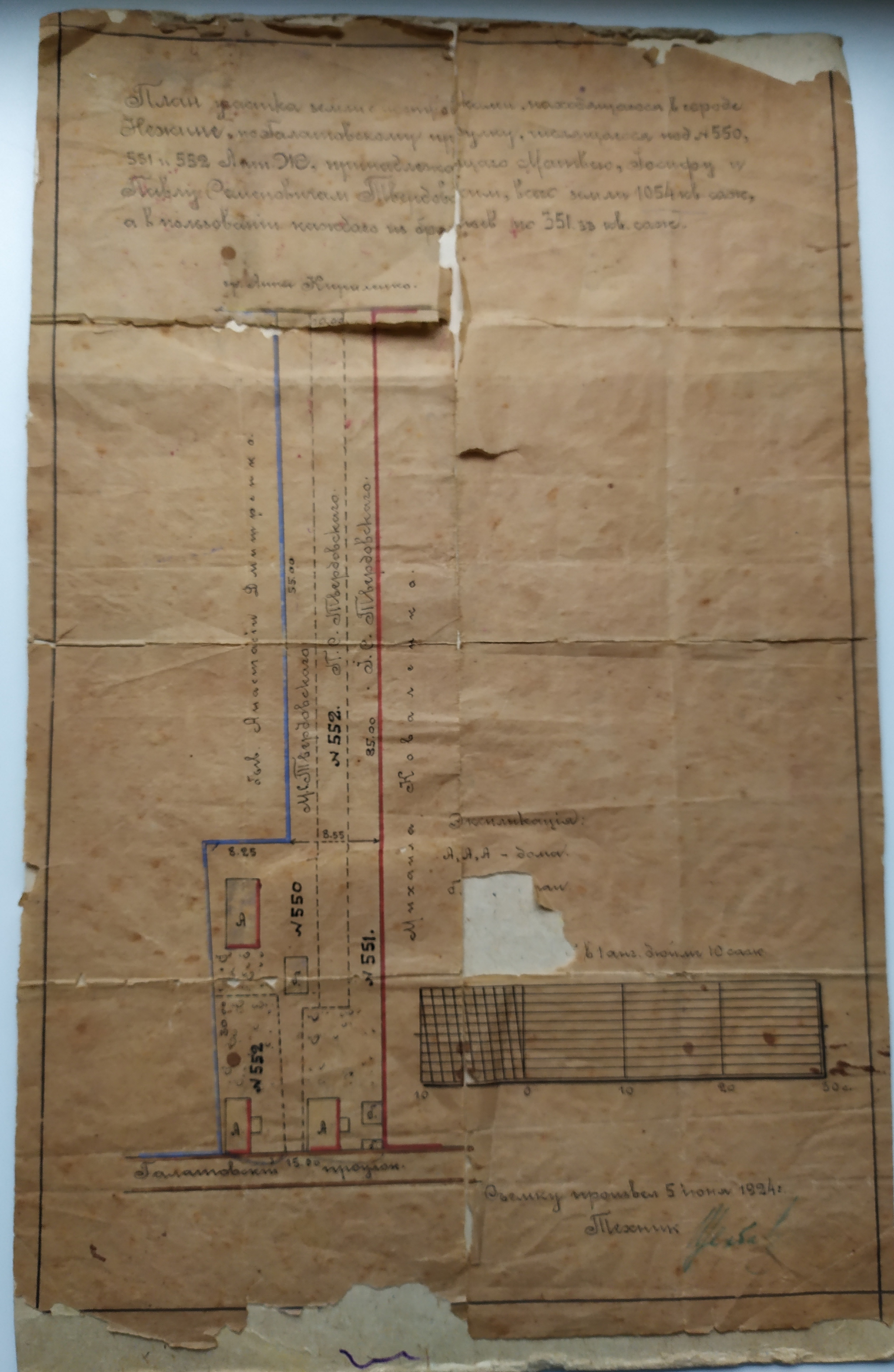
Технічний паспорт на земельну ділянку родини Твердовських
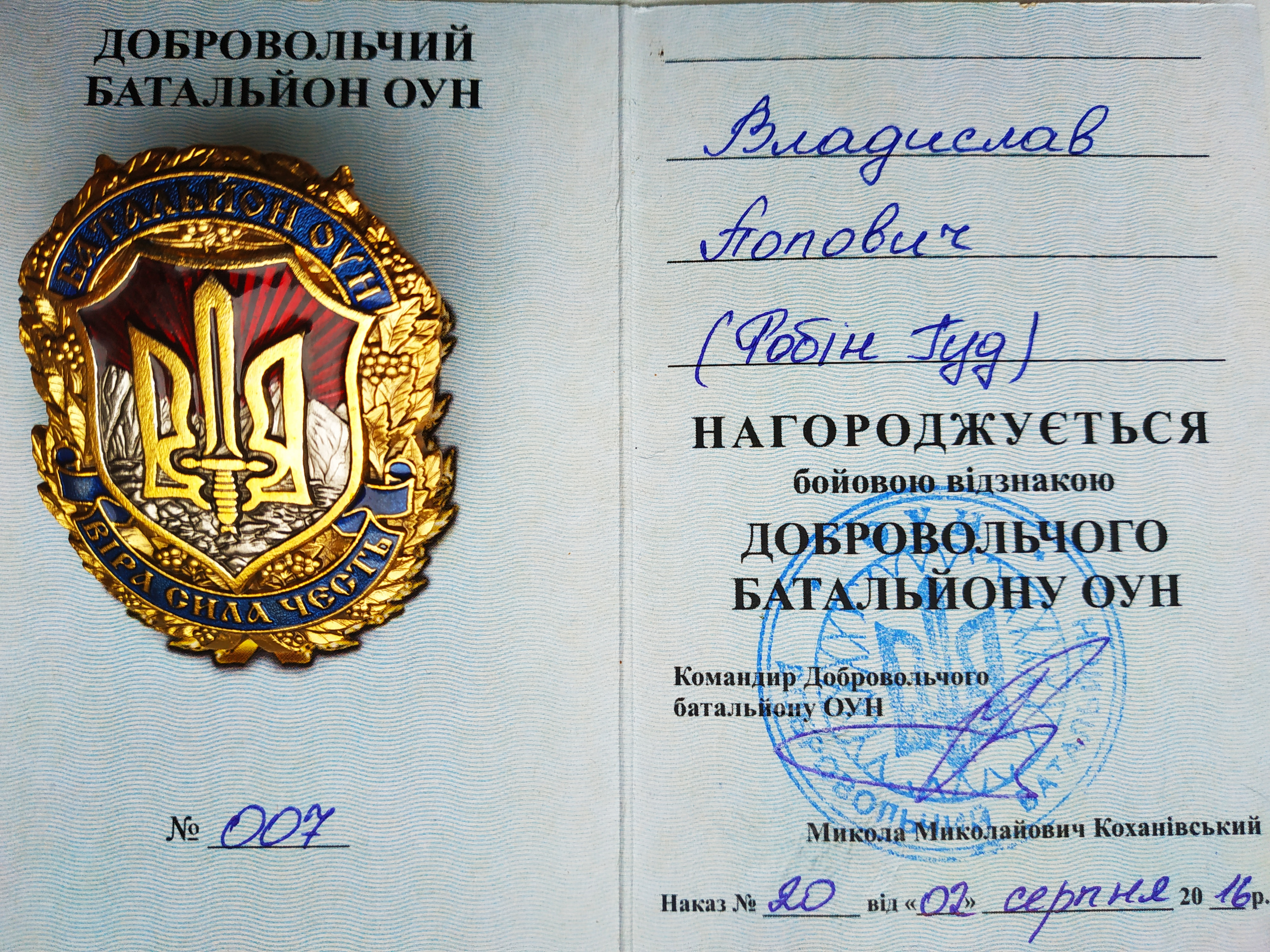
Бойова відзнака Добровольчого Батальйону "ОУН"
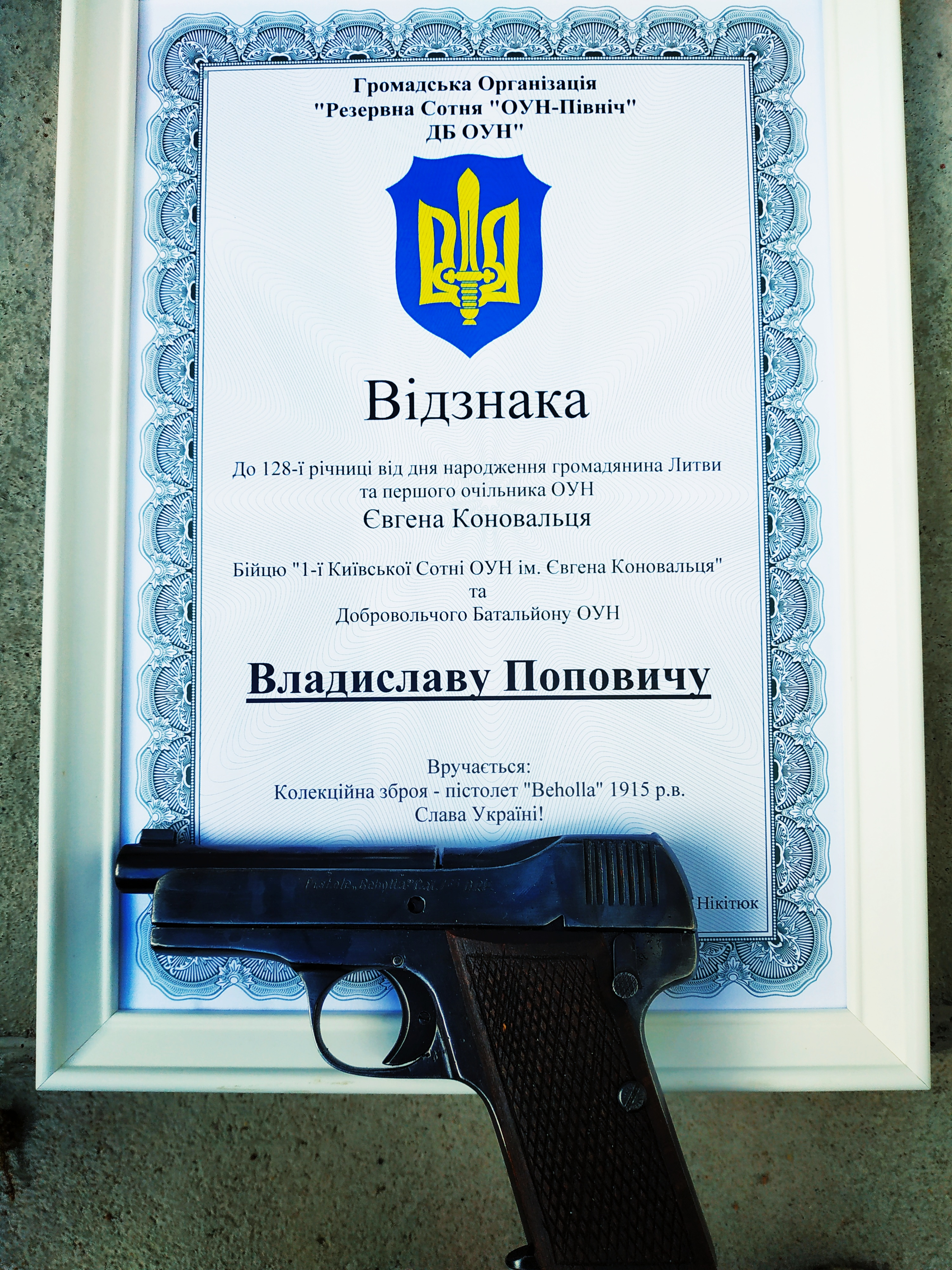
Відзнака. Владислав Попович
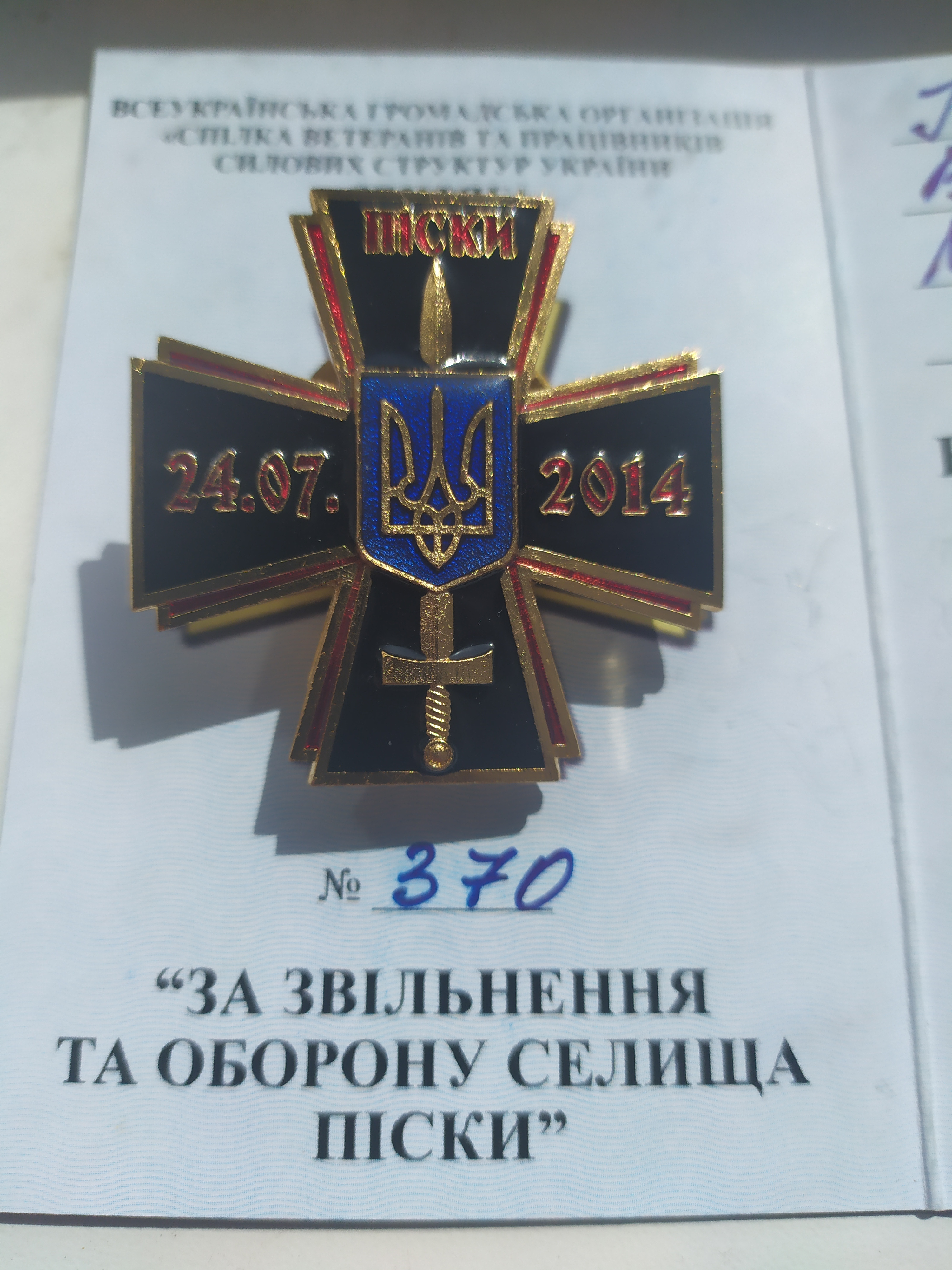
Хрест відзнака " За звільнення та оборону селища Піски"
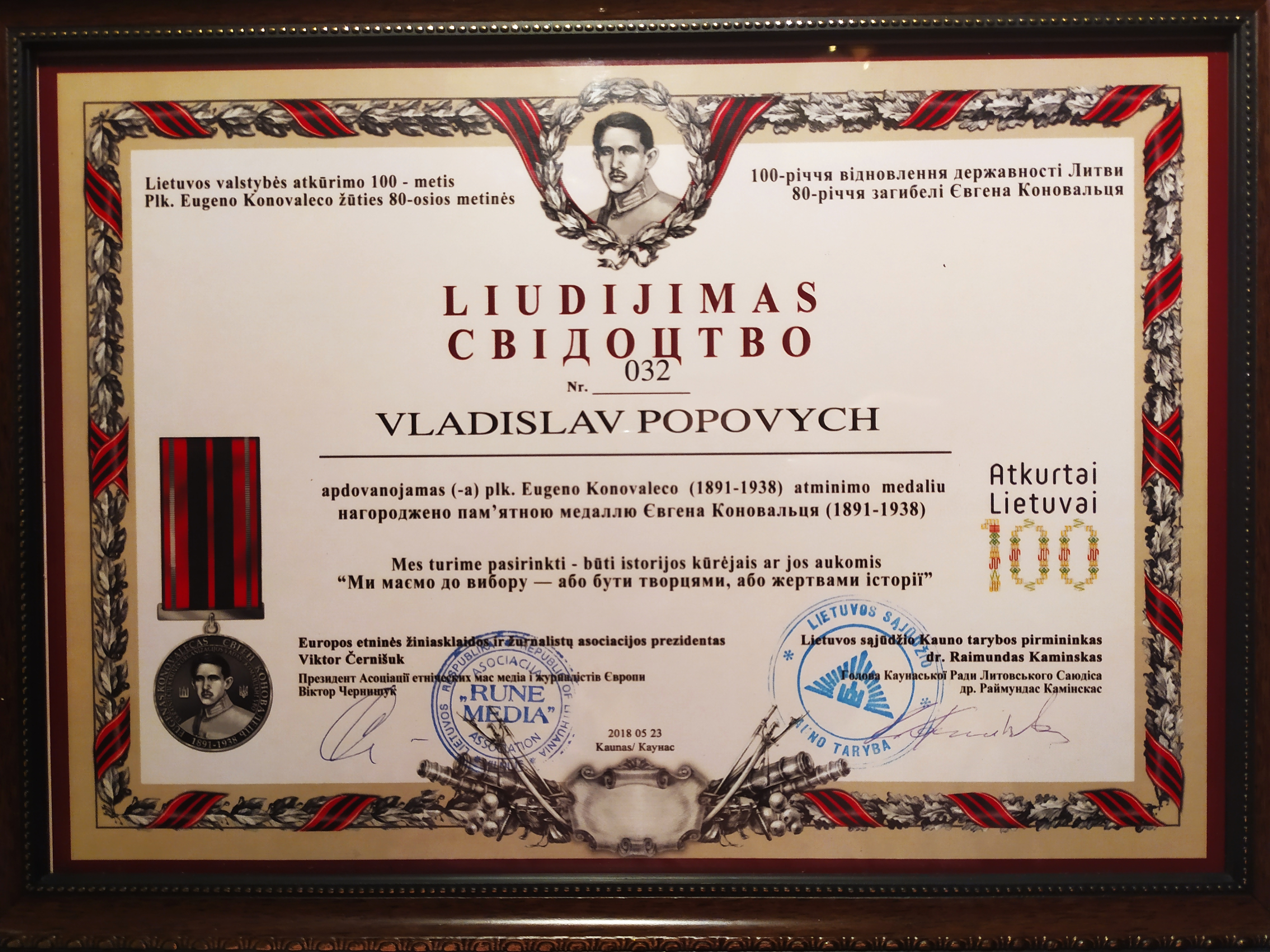
Пам'ятна медаль Євгена Коновальця
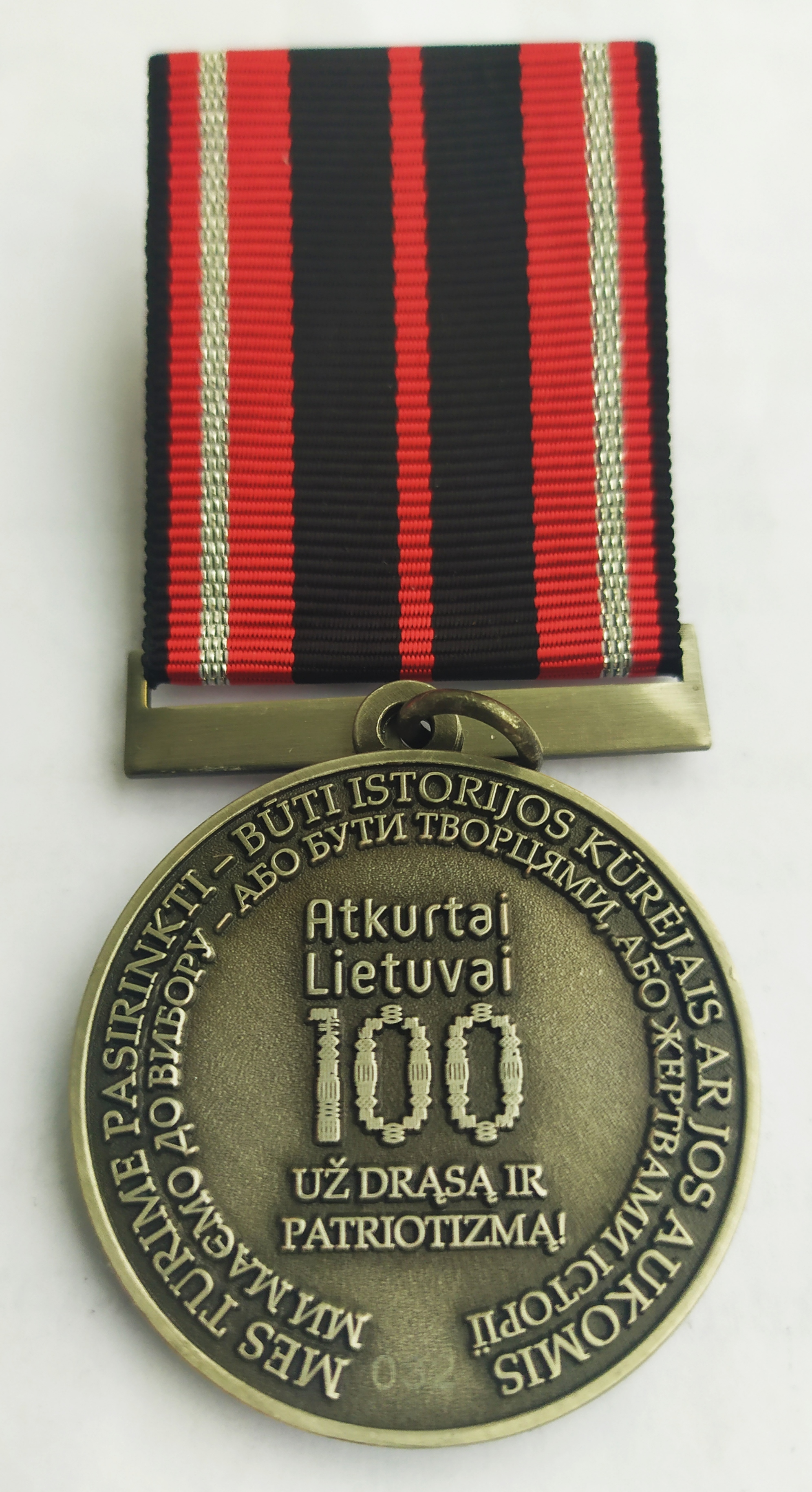
Пам'ятна медаль Євгена Коновальця. Литва

## Інші джерела
- Зам комбата «ОУН» Владислав Попович: Я 4 года во время правления Януковича сидел в тюрьме за то, что боролся с наркобизнесом в своем городе (рос.)
- Ніжинський робінгуд Владислав Попович: у школах міста продають амфетамін
- Владислав Попович: «Я вже 4 місяці займаюся війною»
- Міліція розшукує потерпілих у справі ніжинських "Робін Гудів"
- Справа "ніжинських Робін-гудів" знову зайшла у глухий кут